# ديفيد هاغ
ديفيد هاغ (بالإنجليزية: David Hague)‏ هو لاعب كرة قدم بريطاني، ولد في 22 فبراير 1982. لعب مع Portland Timbers (2001–2010) ‏.